# 死の賛美
『死の賛美』（韓国語：사의찬미 ）は2018年11月27日から2018年12月4日までSBSで放送されていた大韓民国のテレビドラマである。3部作で構成されており、Netflixでは6部作となっている。Netflixで全世界に配信されていたが、2023年12月4日に配信終了。

## あらすじ
日本統治時代の1920年代が舞台。実在した劇作家キム・ウジン（イ・ジョンソク）とソプラノ歌手ユン・シムドク（シン・ヘソン）の悲劇的な愛と共に、今まで公開されなかったキム・ウジンの作品の世界。

## 出演

### 主要人物
ユン・シムドク：シン・ヘソン
朝鮮初のソプラノ歌手。ウジンと惹かれ合う。
キム・ウジン：イ・ジョンソク
天才劇作家。シムドクと惹かれ合う。

### ウジンの周辺人物
キム・ソンギュ：キム・ミョンス
ウジンの父親。シムドクとの恋に反対。
チョン・ジョムヒョ：パク・ソンイム
ウジンの妻。

### シムドクの周辺人物
ユン・ソクホ：キム・ウォネ
シムドクの父親。
キム氏：ファン・ヨンヒ
シムドクの母親。
ユン・ソンドク：コ・ボギョル
シムドクの妹。
ユン・ギソン：シン・ジェハ
シムドクの弟。

### その他
ホン・ナンパ：イ・ジフン
ウジンの劇団仲間。シムドクに片思いする。
チョ・ミョンヒ：チョン・ムンソン
ウジンの劇団仲間。
ホン・ヘソン：オ・ウィシク
ウジンの劇団仲間。
友田恭助：イ・ジュニ
ウジンの劇団仲間。日本人。

## 視聴率
| ep.  | 放送日         | 平均オーディエンスシェア | 平均オーディエンスシェア | 平均オーディエンスシェア |
| ep.  | 放送日         | TNmS                     | AGBニールセン            | AGBニールセン            |
| ep.  | 放送日         | 全国                     | 全国                     | ソウル                   |
| ---- | -------------- | ------------------------ | ------------------------ | ------------------------ |
| 1    | 2018年11月27日 | 5.9%                     | 7.4%                     | 8.3%                     |
| 2    | 2018年11月27日 | 6.5%                     | 7.8%                     | 8.9%                     |
| 3    | 2018年12月3日  | 4.2%                     | 4.7%                     | 記録なし                 |
| 4    | 2018年12月3日  | 5.1%                     | 5.6%                     | 記録なし                 |
| 5    | 2018年12月4日  | 記録なし                 | 4.7%                     | 記録なし                 |
| 6    | 2018年12月4日  | 記録なし                 | 6.2%                     | 7.0%                     |
| 平均 | 平均           | -                        | 6.1%                     | -                        |